# Пограбування Ліпарі (1544)
Пограбування Ліпарі — напад і розграбування острова Ліпарі на Еолійських островах в 1544 році, під час якого капудан-паша османського флоту Хайр ад-Дін Барбаросса пограбував острів і захопив в рабство все або майже все населення острова.

## Історія
Перед нападом на Ліпарі Хайр ад-Дін Барбаросса напав на Іскію в Неаполітанській затоці, де захопив в полон 4000 осіб. Звідти він рушив до Ліпарі, про що було попереджено віце-короля Неаполітанського королівства Педро де Толедо.
Барбаросса взяв Ліпарі в облогу, відхиливши двох посланців, які були послані з проханням про мир. Третій посланник Якопо Каманья звернувся з проханням про помилування, запропонувавши здачу Ліпарі Барбароссі в обмін на безпеку його мешканців, однак Барбаросса відповів: «Ви прибули занадто пізно для помилування. Як ви смієте пропонувати те, що вже є моїм? Можете тримати свої ворота зачиненими — ми відкрили сотню таких за допомогою наших гармат. Ліпарі вже в моїй владі,  безглуздо і зухвало дарувати мені те, чим ви більше не володієте. Зараз не час для перемовин і домовленостей - ви всі мої раби».
Зрештою Барбаросса погодився на переговори про свободу 26 сімей в обмін на їх дорогоцінності. Османи розграбували і підпалили місто, а також осквернили собор і церкву. Вважається, що від 9 000 до 11 000 жителів Ліпарі були поневолені.